# Kahlia Awa
Pour les articles homonymes, voir Awa.
Pas d'image ? Cliquez ici

a Compétitions nationales et continentales officielles uniquement.

Dernière mise à jour le 13 avril 2025.
Kahlia Awa, née le 30 mai 2004 en Nouvelle-Zélande, est une joueuse néo-zélandaise de rugby à XV évoluant au poste de demi de mêlée. Elle représente la province de Hawke's Bay en Farah Palmer Cup et joue avec la franchise des Blues en Super Rugby Aupiki.

## Biographie
Née le 30 mai 2004 de parents basketteurs, elle pratique principalement le netball. Elle a un bon niveau et semble avoir le potentiel pour intégrer l'équipe nationale scolaire, mais le rugby à XV occupe toujours un coin de son esprit. Elle joue notamment avec ses frères jumeaux au sein de l'équipe de leur école primaire. Quand elle intègre la Hastings Girls' High School (en), son cœur balance toujours entre les deux disciplines mais la proviseure-adjointe et entraineuse Emma Jensen trouve les mots pour la pousser vers le rugby. Elle a pour coéquipière Liana Mikaele-Tu'u.
Elle fait ses débuts en Farah Palmer Cup (FPC) en 2022, avec l'équipe des Hawke's Bay Tui, qui joue en Championship (la deuxième division). L'équipe remporte le titre contre Otago. En fin d'année, elle part à Wellington, où elle a l'occasion de poursuivre sa carrière dans le netball. Mais à peine arrivée, elle est recrutée par les Hurricanes Poua pour jouer l'édition 2023 du Super Rugby Aupiki. La pratique simultanée des deux sports n'étant plus conciliable, elle doit se résoudre à faire un choix et privilégie le rugby à XV.
Lors de la première journée de la FPC 2023, les Tui fraichement promues battent Auckland, un adversaire qu'elles n'avaient plus battu depuis 2006. Kahlia Awa entre dans le giron des Black Ferns en fin d'année : elle est sélectionnée avec l'équipe réserve qui affronte les Samoa.
En 2024, elle est recrutée par les Blues avec qui elle joue et remporte le Super Rugby Aupiki. Au mois d'avril, elle est l'une des cinq joueuses non capées à être mises sous contrat par la fédération néo-zélandaise.

## Palmarès
- Vainqueur de la deuxième division de la Farah Palmer Cup en 2022.
- Vainqueur du Super Rugby Aupiki en 2024 et 2025.